# Guniak południowiec
Guniak południowiec (Rhizotrogus aestivus) – gatunek chrząszcza z rodziny poświętnikowatych i podrodziny chrabąszczowatych. Zamieszkuje zachód palearktycznej Eurazji.

## Taksonomia
Gatunek ten opisany został po raz pierwszy w 1789 roku przez Guillaume’a-Antoine’a Oliviera pod nazwą Melolontha aestiva. Stanowi gatunek typowy rodzaju Rhizotrogus.

## Morfologia

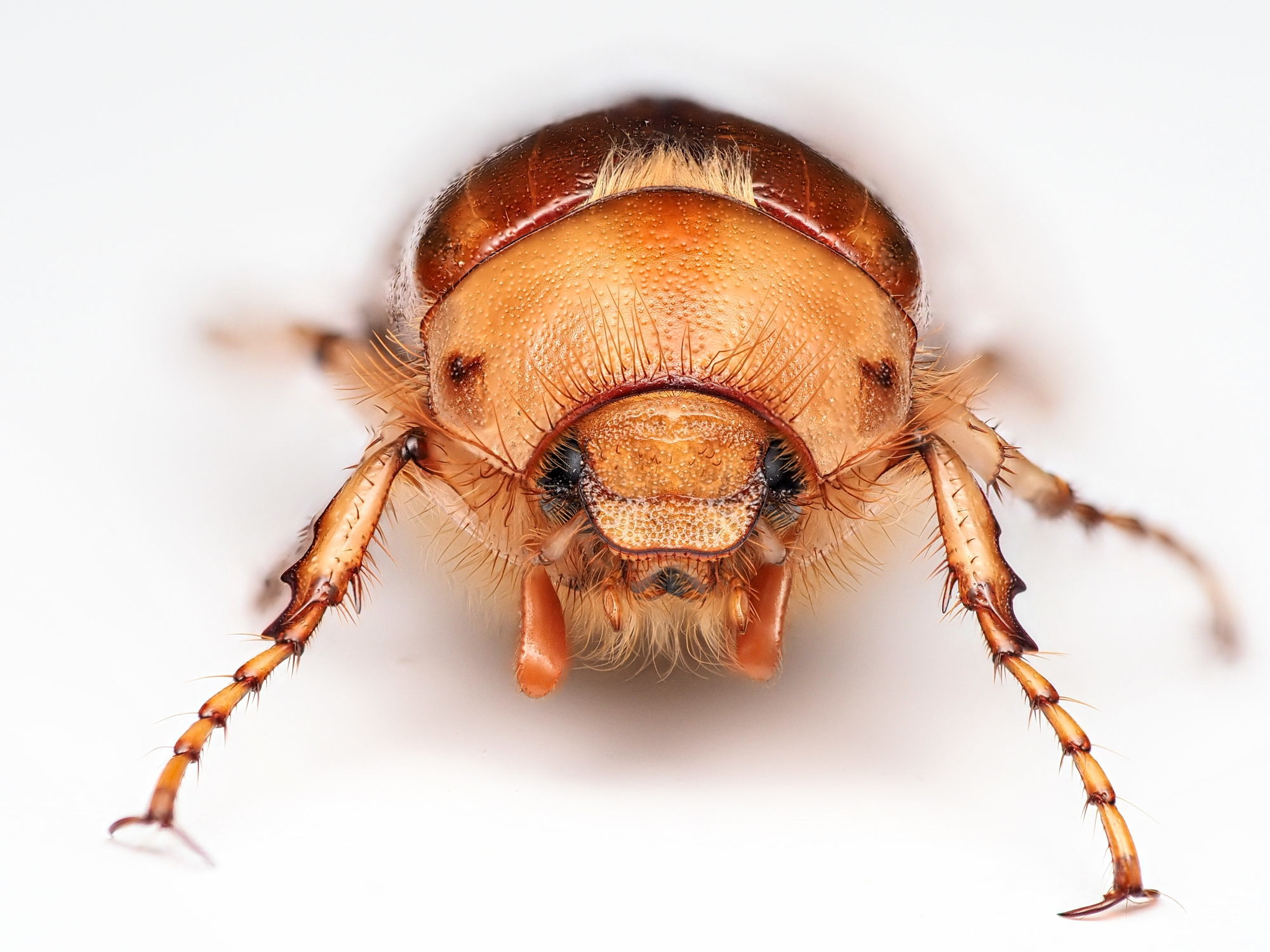
Widok z przodu

Chrząszcz o owalnym w zarysie ciele długości od 12 do 18 mm. Głowa ma ubarwienie żółtobrunatne, owłosienie stosunkowo długie i rzadkie, a punktowanie nierównomierne, silne i gęste na ciemieniu. Czułki buduje dziesięć członów. Przedplecze ma krawędź tylną grubo obrzeżoną, a krawędzie boczne przed tylnymi kątami wcięte. Ubarwienie jego jest żółtobrunatne, czasem z czerwonobrunatną plamą pośrodku. Powierzchnia przedplecza ma stosunkowo gęste, dołkowate punktowanie oraz dobrze widoczną, matową mikrorzeźbę. Na przednim brzegu i bokach przedplecza obecny jest szereg długich, sterczących włosków, natomiast pozostała jego część jest nieowłosiona. Pokrywy są czerwonobrunatne z przyciemnieniami na szwie i wierzchołku, przeciętnie połyskujące, nierównomiernie punktowane, porośnięte bardzo krótkim i rzadkim owłosieniem, a wzdłuż krawędzi opatrzone szeregiem włosków szczecinkowatych. Owalne, nagie pygidium ma punktowaną powierzchnię. Spód ciała jest wełnisto owłosiony z wyjątkiem sternitów odwłoka, które są niemal łyse. Odnóża przedniej pary mają golenie o trzech ząbkach, z których ostatni jest bardzo mały, oraz o ostrodze wierzchołkowej wyrastającej poniżej drugiego z nich.

## Ekologia i występowanie
Owad ciepłolubny, związany głównie z kserotermicznymi stanowiskami o wapiennym podłożu, leżącymi na terenach pagórkowatych, ale spotykany też na różnych półsuchych łąkach, ugorach, piaszczystych zboczach i równinach zalewowych, polanach i przesiekach. Cykl rozwojowy zajmuje średnio trzy lata. Aktywne osobniki dorosłe spotyka się od kwietnia do czerwca. Są foliofagami, obgryzającymi liście drzew, chętnie dębów. Loty odbywają po zachodzie słońca i bywa że przylatują do sztucznych źródeł światła. Pędraki rozwijają się w glebie, gdzie żerują na korzeniach roślin.
Gatunek palearktyczny, znany z Portugalii, Hiszpanii, Andory, Francji, Belgii, Holandii, Luksemburga, Niemiec, Szwajcarii, Austrii, Włoch, Polski, Czech, Słowacji, Węgier, Ukrainy, Mołdawii, Rumunii, Bułgarii, Chorwacji, Bośni i Hercegowiny, Serbii, Czarnogóry, Albanii, Macedonii Północnej, Grecji, europejskiej części Rosji, europejskiej i anatolijskiej części Turcji, Syrii, Gruzji, Armenii, Azerbejdżanu, Kazachstanu oraz Iranu. W Polsce owad skrajnie rzadki, na podstawie historycznych doniesień znany z nielicznych stanowisk na południu kraju. Na „Czerwonej liście zwierząt ginących i zagrożonych w Polsce” umieszczony został jako gatunek krytycznie zagrożony wyginięciem (CR).